# Natale Monferrato
Natale Monferrato (Venezia, 1610 – Venezia, 13 aprile 1685) è stato un compositore e direttore di coro italiano.

## Biografia
Destinato alla carriera ecclesiastica, venne ordinato sacerdote il 23 settembre 1634 e incardinato nella prelatura nullius di San Marco.
Fu probabilmente il fratello Innocente, organista, ad impartirgli le prime lezioni di musica, che proseguì in seminario, sotto la guida di Alessandro Grandi. Assieme a lui, era seminarista in quegli anni il grande Claudio Monteverdi, mentre sempre in quel periodo iniziò il rapporto di amicizia e collaborazione con l'allora Secondo Maestro della Cappella Marciana Giovanni Rovetta.
Entrò nella formazione come cantore nel 1638, quindi dal 1647 fu promosso dal Rovetta a Vicemaestro. Nel frattempo, nel 1642 ottenne la direzione del coro delle fanciulle dell'Ospedale dei Mendicanti, carica che manterrà sino a quando non ottenne il direttorato della Marciana. In quegli anni, vennero pubblicate le sue prime composizioni, a carattere esclusivamente sacro. Alla morte del Rovetta (23 ottobre 1668) non ci fu un concorso per designarne il successore. Venne quindi designato il Primo organista Francesco Cavalli, mentre il Monferrato manterrà ancora la vicedirezione. Diversa fu la situazione però alla morte del Cavalli (1676), quando vinse il concorso indetto per il direttorato battendo per solo un voto di scarto i concorrenti Pietro Andrea Ziani e Giovanni Legrenzi, i quali poi non parteciparono al concorso per il vicedirettorato lasciando il posto ad Antonio Sartorio. Monferrato ristrutturò la Cappella, dando così nuovo impulso all'istituzione, in particolare privilegiando le esecuzioni a cappella, avvalendosi anche di una nuova officina tipografica appositamente avviata sin dal suo insediamento, permettendo così anche la pubblicazione quasi integrale dei suoi lavori per le liturgie marciane.
A partire dal 1680 le condizioni di salute del Monferrato si fecero sempre più precarie, infatti risulta che più volte Legrenzi, divenuto vicemaestro, lo abbia sostituito nella direzione sempre più frequentemente. Morì a Venezia il 13 aprile 1685 e fu sepolto nella sacrestia della Chiesa di San Bartolomeo.

## Opere
Il corpus delle composizioni del Monferrato comprende solo e esclusivamente brani di carattere sacro. Tra questi, ci pervengono:
- Salmi concertati a cinque, sei, & otto voci, con violini & senza op. 1, 1647
- Salmi a otto voci, a due chori con li due tenori che concertano uno per choro op. 2, 1653
- Motetti concertati a due, e tre voci… Libro primo op. 3, 1655
- Motetti a voce sola… Libro primo op. 4, 1655
- Motetti a voce sola… Libro secondo op. 5, 1660
- Motetti a voce sola… Libro terzo op. 6, 1666
- Motetti concertati a due, e tre voci op. 7, 1669
- Salmi concertati a tre, quattro, cinque, sei, sette, & otto voci, con instromenti, & senza… Libro secondo op. 8, 1671
- Salmi brevi a otto voci a due chori op. 9., 1575
- Missae concertatae a 3. 4. et 5. vocibus senza violini et una a 5 vocibus cum 2 violinis et viola ad libitum op. 10, 1676 (originale disperso)
- Salmi concertati a due voci con violini op. 11, 1676
- Salmi a voce sola con violini op. 12, 1677
- delle Missae ad usum cappellarum quattuor & quinque vocibus concinendae op. 13, 1677
- Salmi concertati a tre, et quattro voci con violini, et senza op. 16, 1678
- Antiphonae, unica voce decantandae op. 17, 1678
- Motetti a due e tre voci… libro terzo op. 18, 1681
- Messe et Magnificat a quattro voci op. 19, 1681